# ROM BASIC

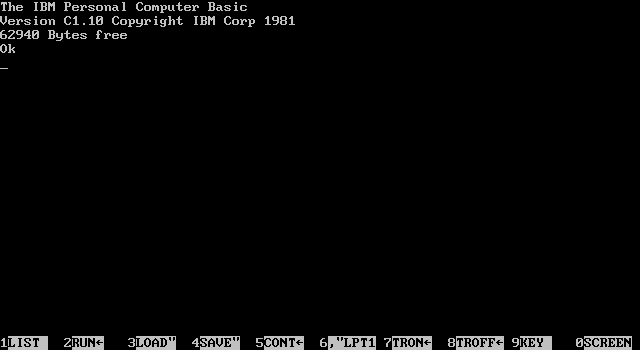
Cassette IBM Basic.

L'IBM Personal Computer Basic, communément abrégé en IBM BASIC, est un langage de programmation d'abord publié par IBM avec l'IBM Personal Computer  modèle 5150 (PC) en 1981. IBM a publié quatre versions différentes de l'interpréteur BASIC Microsoft, sous licence Microsoft pour PC et PCjr. Elles sont connues sous les noms de Cassette BASIC, Disk BASIC, Advanced BASIC (BASICA) et Cartridge BASIC. Des versions de Disk BASIC et Advanced BASIC ont été incluses avec l'IBM PC DOS (en) jusqu'à PC DOS 4. En plus des caractéristiques d'un standard ANSI BASIC, les versions IBM offrent un support pour le matériel graphique et sonore de la gamme IBM PC. Le code source pouvait être tapé à l'aide d'un éditeur plein écran, et très peu de fonctions étaient disponibles pour le débogage rudimentaire des programmes. IBM a également publié une version du compilateur Microsoft BASIC pour PC, en même temps que la sortie de PC DOS 1.10 en 1982. 
ROM BASIC est un langage informatique contenu dans le BIOS des ordinateurs (celui qui est conservé en ROM), et qui permettait de programmer certaines fonctions de l'ordinateur au niveau du boot ou des entrées sorties physiques.